# Mathura
Mathura ou Mathurā (hindî : मथुरा) est une ville de l'État de l'Uttar Pradesh en Inde. Située à 50 km au nord d'Agra et à 125 km au Sud-Est de New Delhi, elle a la fonction de centre administratif du district de Mathura, dans l'état d'Uttar Pradesh. Ancienne cité commerciale, religieuse et culturelle sur la route Est-Ouest de l'Inde du Nord, Mathura est encore un grand centre sur le plan commercial et une ville qui ne cesse de croître, avec une population de plus de 2 millions d'habitants résidents.
C'est un important centre de pèlerinage car, selon la légende, Mathura serait le lieu de naissance de Krishna. Plus exactement au centre de Braj ou Brij-bhoomi, appelé pour cette raison Shri Krishna Janma-Bhoomi. Mathura est donc un lieu de pèlerinage important. Le Keshav Dev Temple a été construit anciennement sur le site présumé de la naissance. S'il faut en croire le Mahabharata et le Bhagavata Purana, Mathura a été la capitale de l'ancien royaume de Surasena, dirigé par Kansa (ou Kamsa), l'oncle maternel de Shri Krishna.
Gautama Bouddha y a aussi séjourné.
Sur le plan artistique Mathura est mondialement célèbre pour ses belles sculptures de grès rouge, qui participent du premier âge d'or de l'art indien pendant les six premiers siècles de notre ère. Ses ateliers de sculpteurs ont participé à la mise au point des premières images des êtres sacrés du bouddhisme sous forme humaine, au début de notre ère.

## Histoire
Mathura était une des capitales de l'Empire kouchan (env. Ier – IIIe siècles), la capitale des Kushâna du Gange.

## La sculpture ancienne à Mathura
Par « école de Mathura » on désigne tout d'abord une région, la région de Mathura sur le plan artistique, dont l'étendue exacte est définie par son sous-sol, avec la possibilité d'en extraire un grès rouge régulier très souvent tacheté de blanc bon pour la sculpture, et d'autre part une période pendant laquelle des ateliers de sculpteurs ont produit des sculptures de très grande qualité, de toute nature et aux fonctions les plus variées mais essentiellement religieuses. Elle a surtout excellé dans les premiers temps de l'iconographie bouddhiste et hindoue et particulièrement, au début de notre ère, pendant la durée de l'empire kouchan. Puis au cours des siècles qui ont suivi avec l'empire Gupta et jusqu'au VIe siècle.

### L'empire kouchan et la sculpture à Mathura
La plupart des sculptures de cette « école » proviennent de Mathura et de villes proches comme Mât. On y a découvert les sculptures datées des premiers siècles de notre ère représentant des nobles kushana, ainsi que des portraits de Vima Kadphises et de Kanishka. Lorsqu'ils sont debout ils sont figurés jambes écartées dans leur grand manteau de feutre des gens de la steppe, faisant pyramide avec leurs amples bottes, dans une pose à la fois stable et pleine d'énergie latente, l'épée à la main. En dehors de ces commandes officielles les sculptures furent souvent destinées aux monuments bouddhiques. Prolongeant l'art de Bharhut et de Bhaja, les figures féminines reprirent les traits spécifiques déjà éprouvés pour leurs qualités sensuelles, aux rondeurs démultipliées. Elles jouent de mouvements balancés, fortement déhanchés, nonchalamment appuyées sur un pied, souples et amusées devant les puissants piliers auxquels elles sont adossées. Les figures masculines, autres que les kushana, se conforment le plus souvent à la simple verticalité du plier : frontalité, gestes hiératiques que viennent accompagner la grande courbe d'un pan de tissus rassemblé. Le drapé restant très moulant, il souligne le sexe (Maitreya ou autres bodhisattva-s), sauf dans le cas de certaines représentations de Bouddha, couvert d'un ondoiement régulier.
Durant trois siècles, sous les Indo-grecs, sous les Sakas et sous les Kushans, Mathura et le Gandhara ont été sous les mêmes maîtres étrangers et ont utilisé la même monnaie. Les échanges entre les ateliers de sculpteurs de la région de Mathura et ceux de la région du Gandhara sont attestés dès le premier siècle. D'une part, la première figuration de Bouddha debout, en l'état actuel de nos connaissances, qui apparaît sous une forme quasi définitive dans le reliquaire de Bimaran entre 1 et 20 de notre ère, est suivie par une monnaie d'or de Kanishka avec la forme canonique du bouddha debout, daté des années qui suivent 78. Et ce modèle aurait inspiré les sculpteurs de Mathura pour la représentation de Bouddha. Par ailleurs, la première sculpture (actuellement) représentant le Bouddha assis, une stèle en grès rouge tacheté, se réfère très probablement à un modèle antérieur car cette stèle est très aboutie. Ce type est repris sous une forme proche dans un schiste du Swat d'avant 50.

#### Galerie de sculptures
- Datations : toutes les dates ne sont pas unanimement acceptées en l'état actuel de nos connaissances, et peuvent varier d'un siècle selon les auteurs.

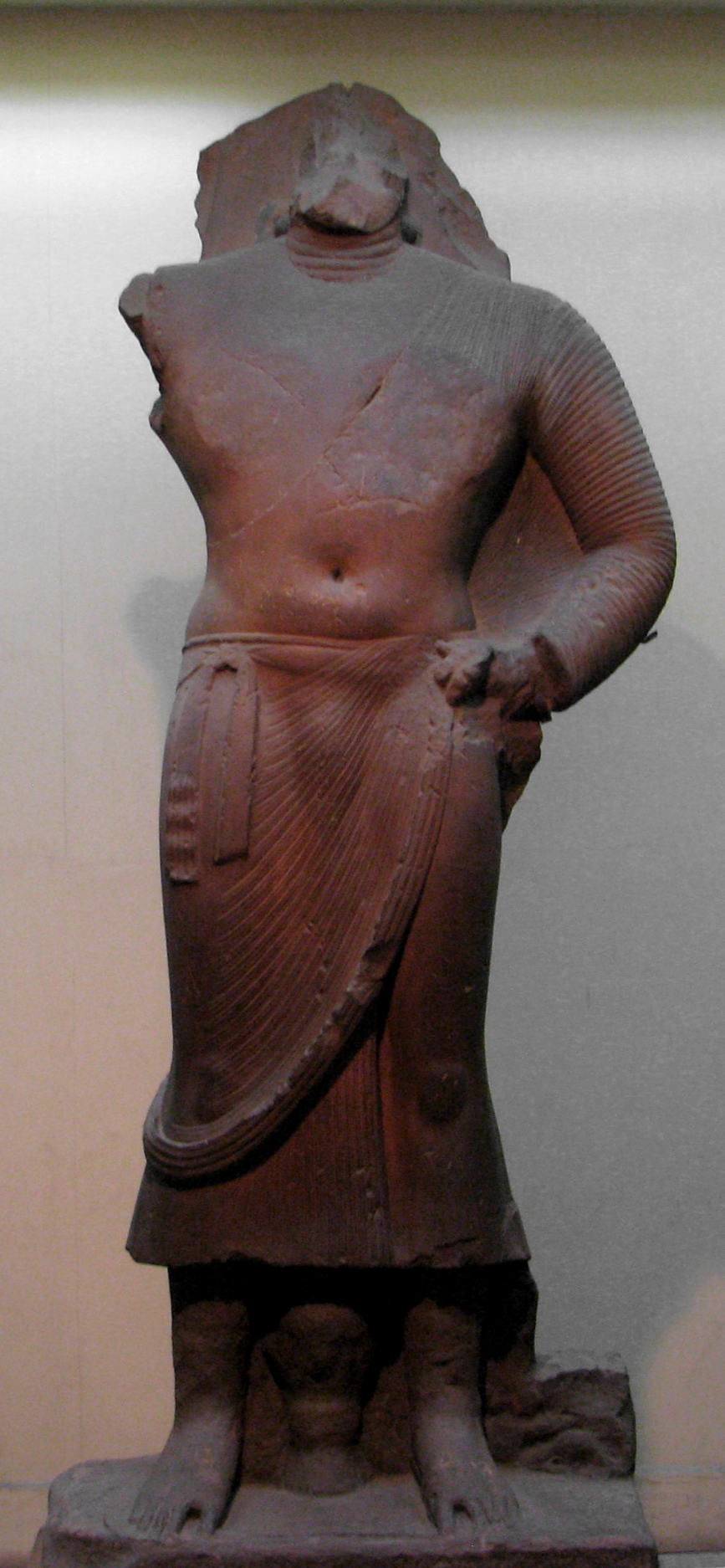
Bodhisattva (semblable au bodhisattva du moine Bala daté 81, musée de Sarnath). Grès rouge, Mathura. Fin Ier siècle. Indian Museum, Calcutta. Frontalité typique kouchane.
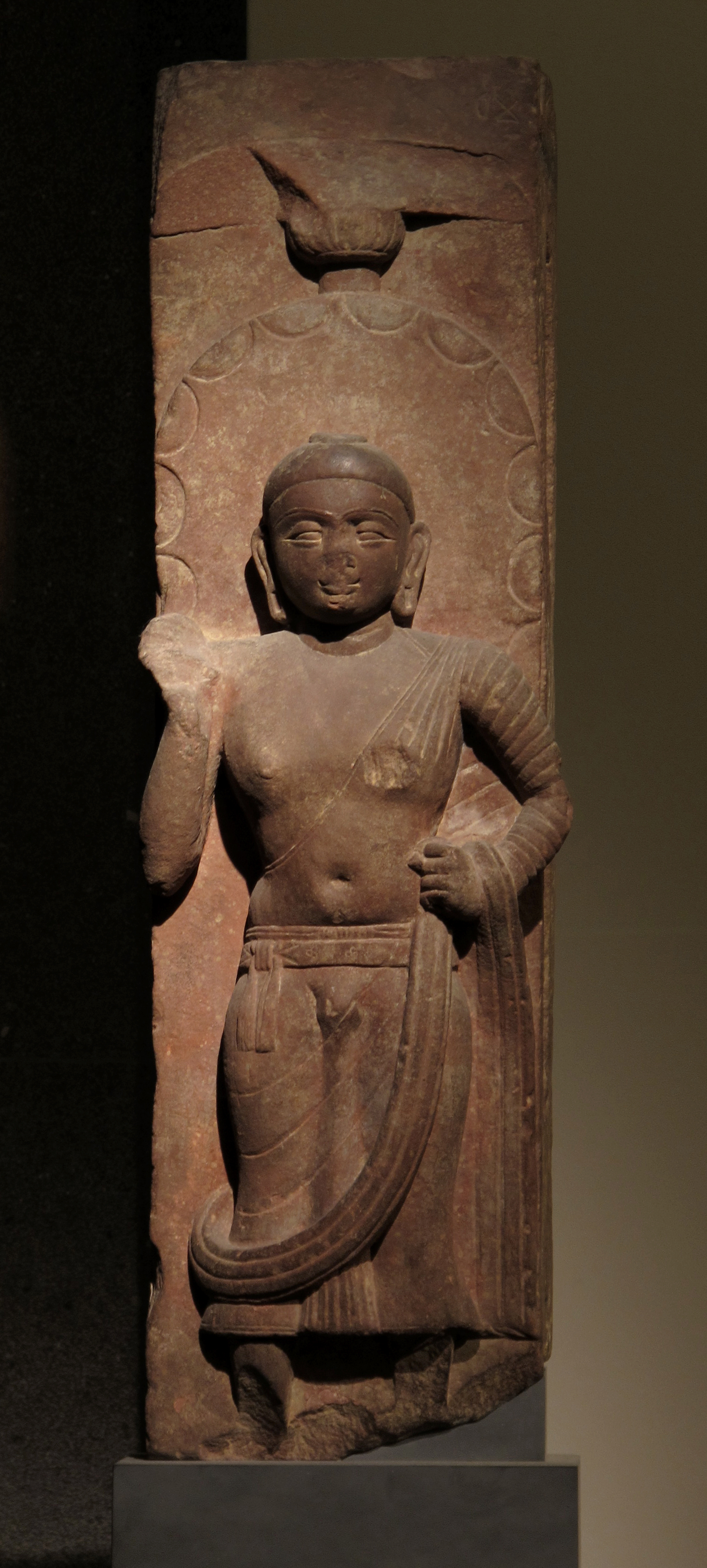
Buddha. Montant de balustrade de stupa. Inde, Mathura, empire kouchan, fin du Ier siècle début du IIe siècle. Grès rouge. Musée Guimet.
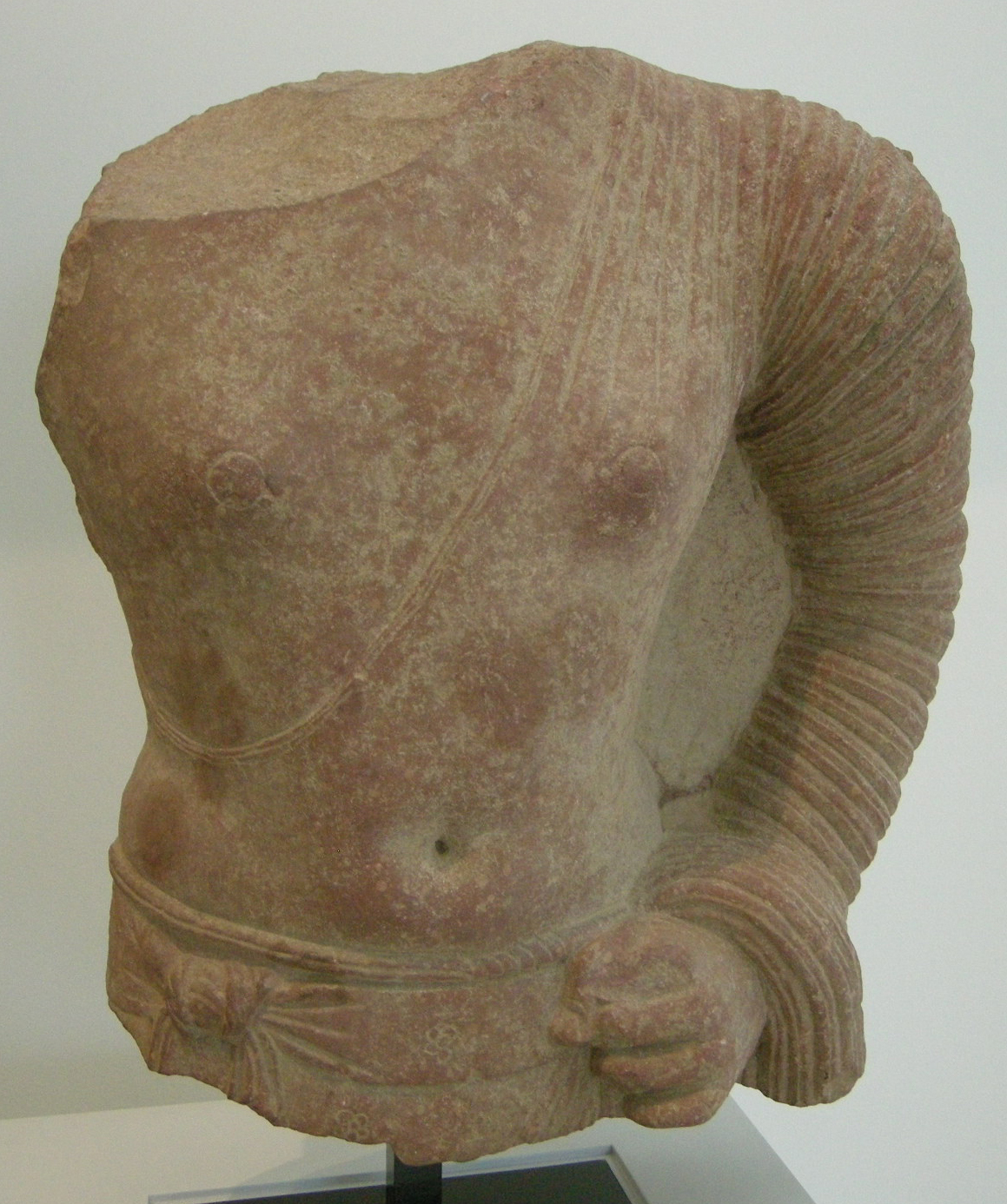
Torse de Bouddha. Région de Mathura, fin du Ier siècle début du IIe siècle. Grès rouge. Galerie d'art de Nouvelle-Galles du Sud, Sydney, Australie
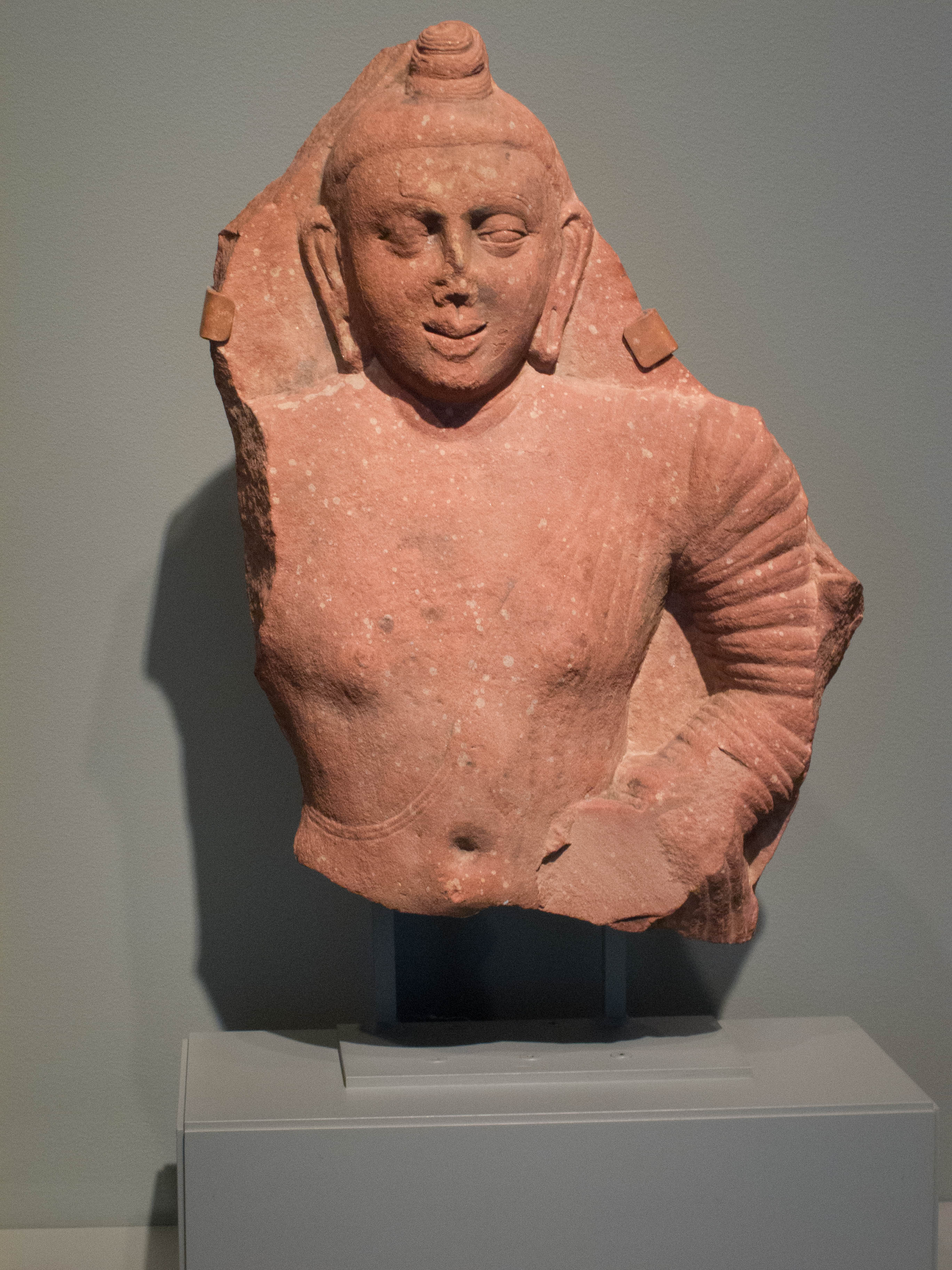
Fragment : Bouddha (probablement debout). Région de Mathura. V. 100-200. Grès rose tacheté, H. 51,44 cm x P. 11,8 cm. AAM, San Francisco
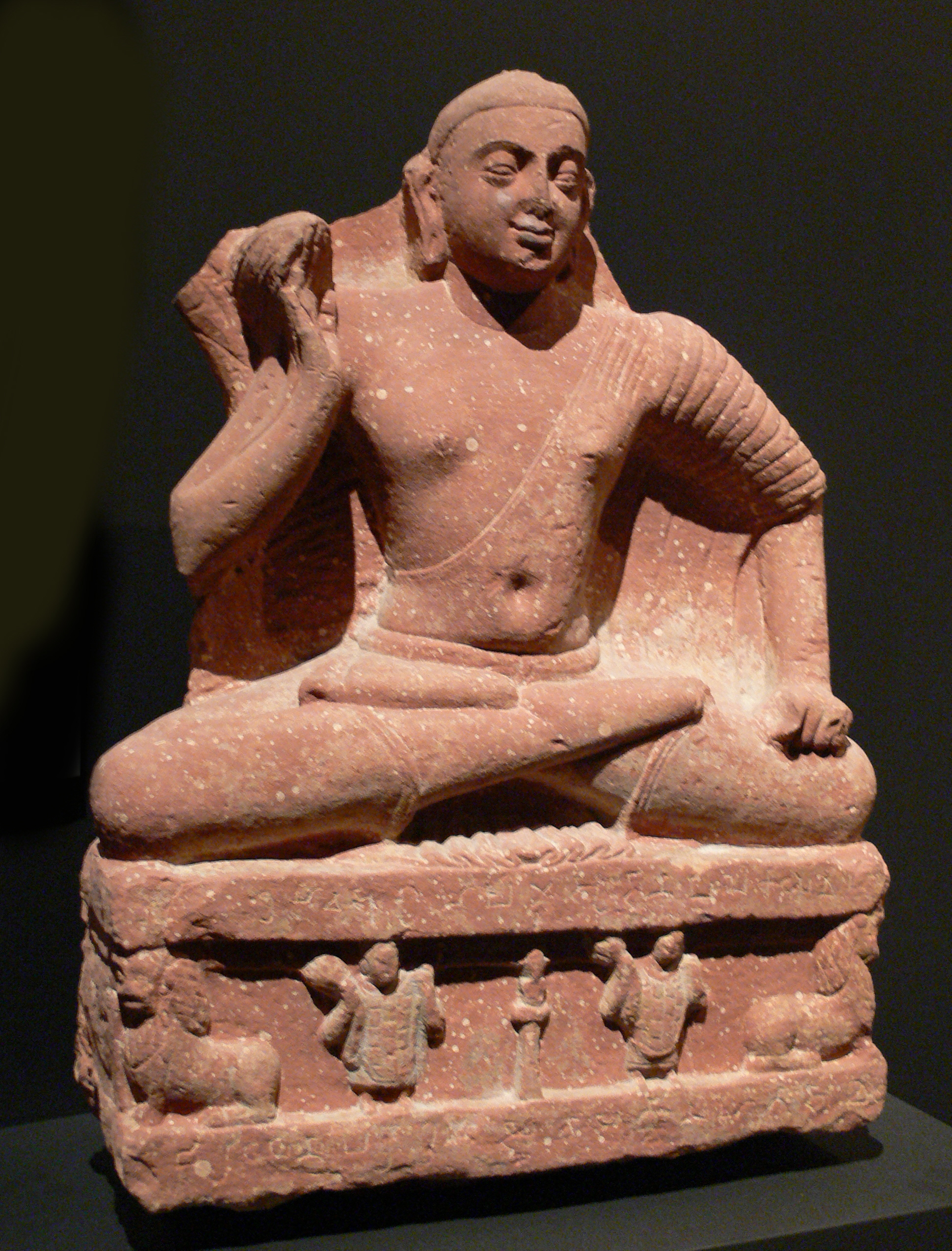
Le Buddha kapardin[10] en dhoti sur le trône aux lions. empire kouchan, fin Ier siècle ou début IIe siècle. Région de Mathura. Grès rose tacheté. Linden-Museum, Stuttgart
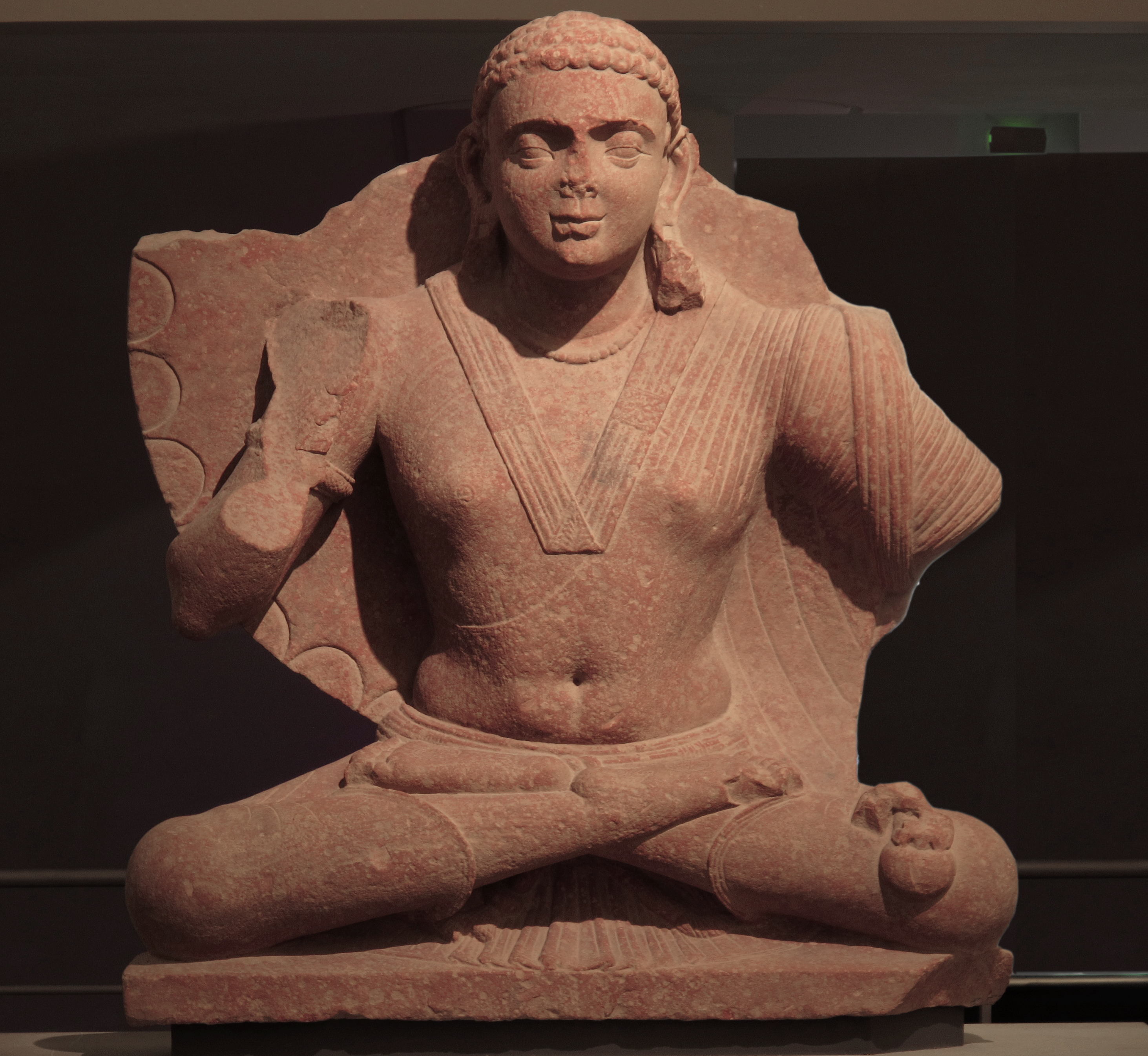
Le bodhisattva Maitreya[11], en dhoti. empire kouchan, fin Ier siècle ou début IIe siècle. Uttar Pradesh, région de Mathura. Grès rouge, H. 115 ; L. 95 cm. Musée Guimet.
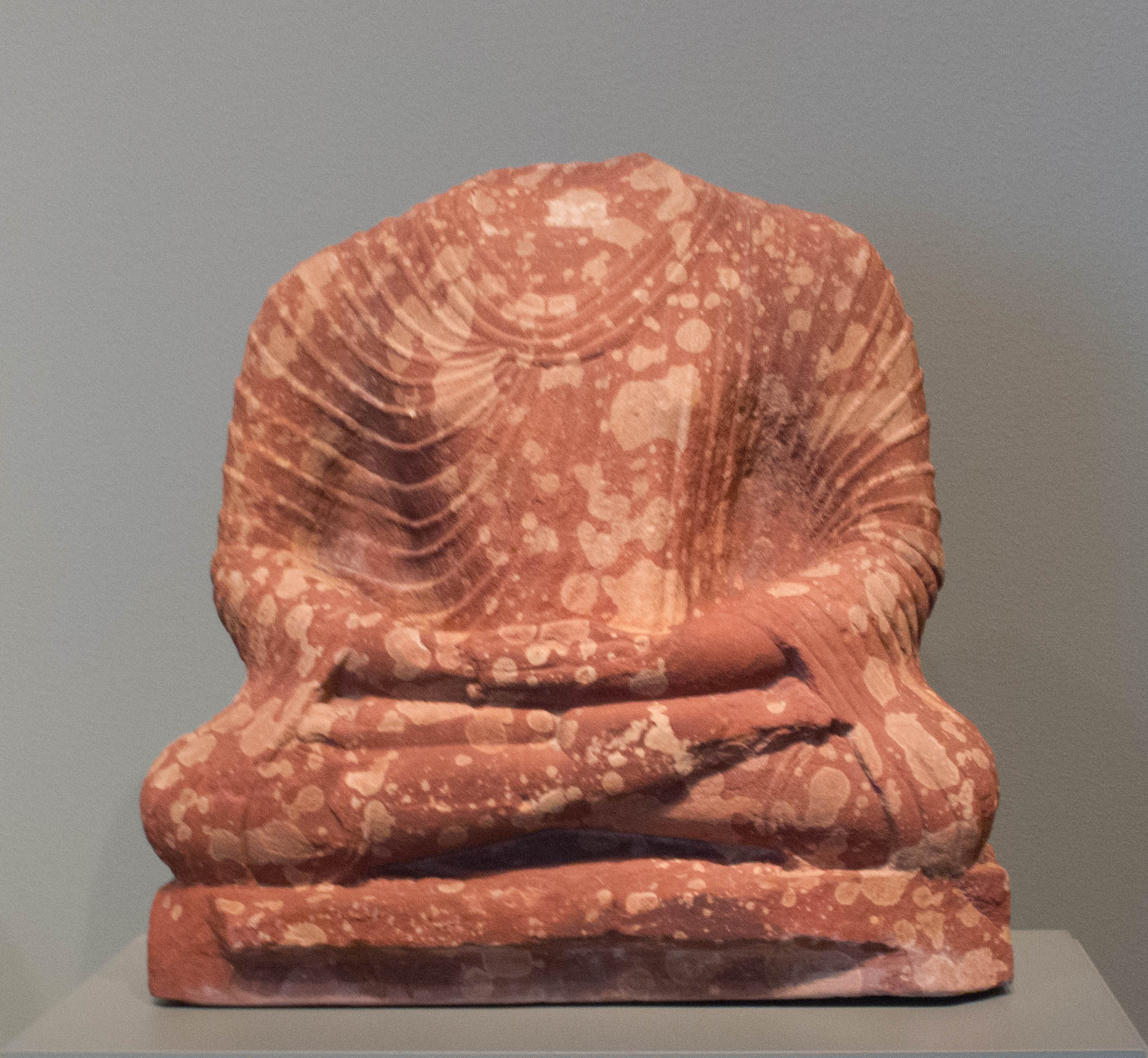
Bouddha en méditation. Mathura, v. 200-300 : Empire kouchan. Grès rouge aux taches de couleur crème, H. 30,5 cm. AAM, San Francisco
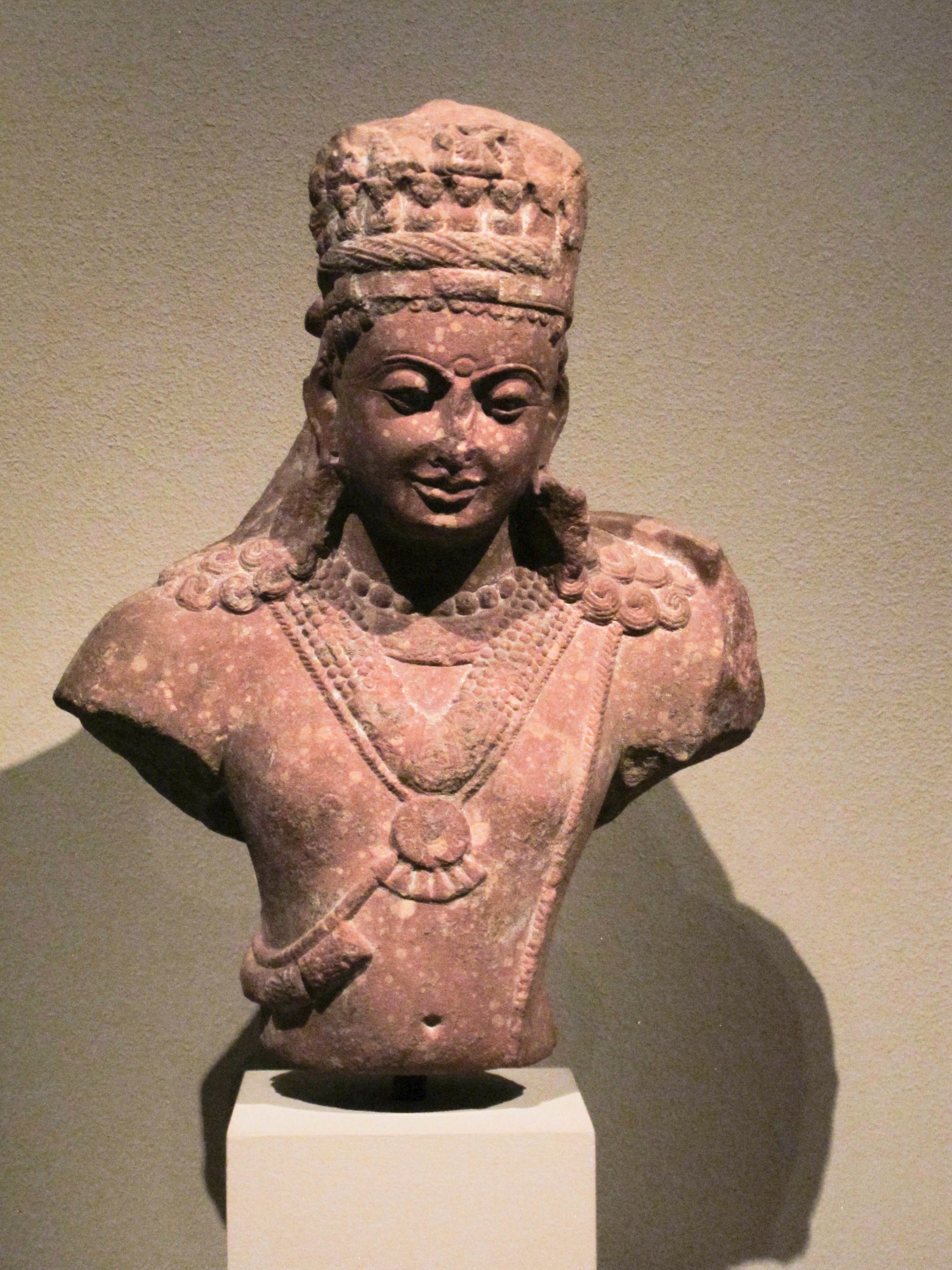
Buste d'un Bodhisattva. Mathura. Grès rose. Période Koushan, IIe – IIIe siècle. Metropolitan Museum of Art.
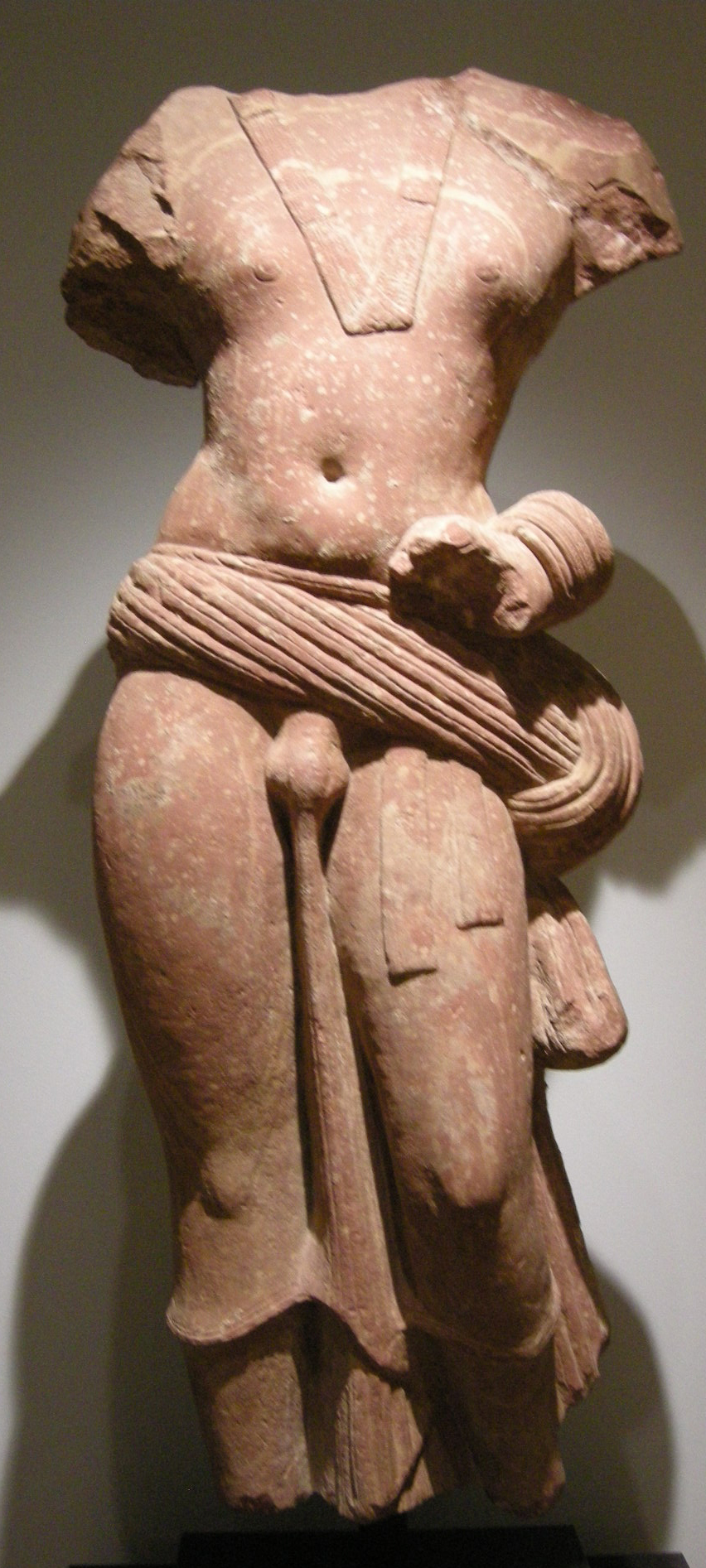
Bodhisattva. empire kouchan. Mathura, IIe siècle. Grès rose. National Museum of Victoria, Melbourne, Australie
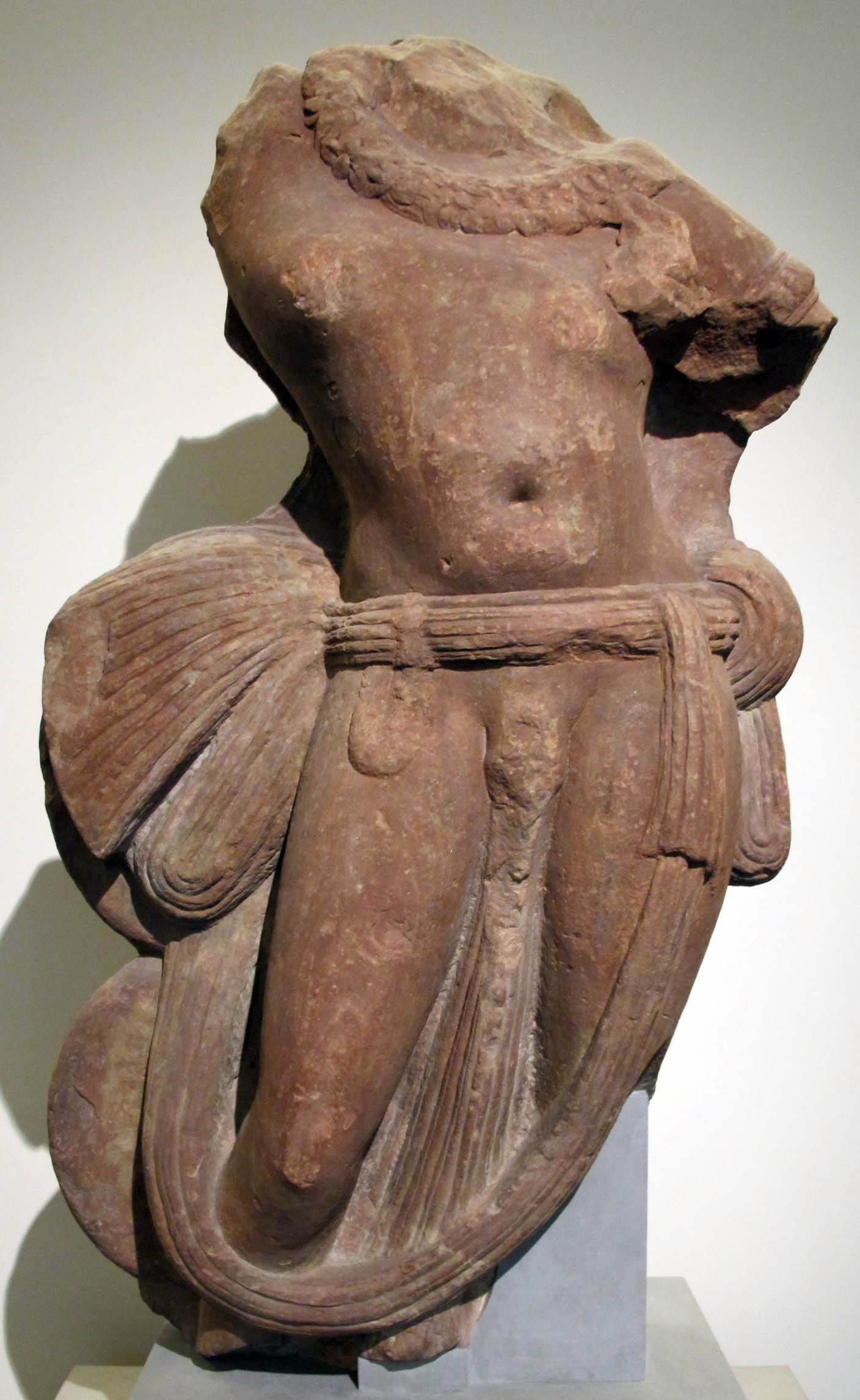
Nagaraja, le roi-serpent. empire kouchan, IIe siècle. Région de Mathura. Grès rouge. Musée Guimet.
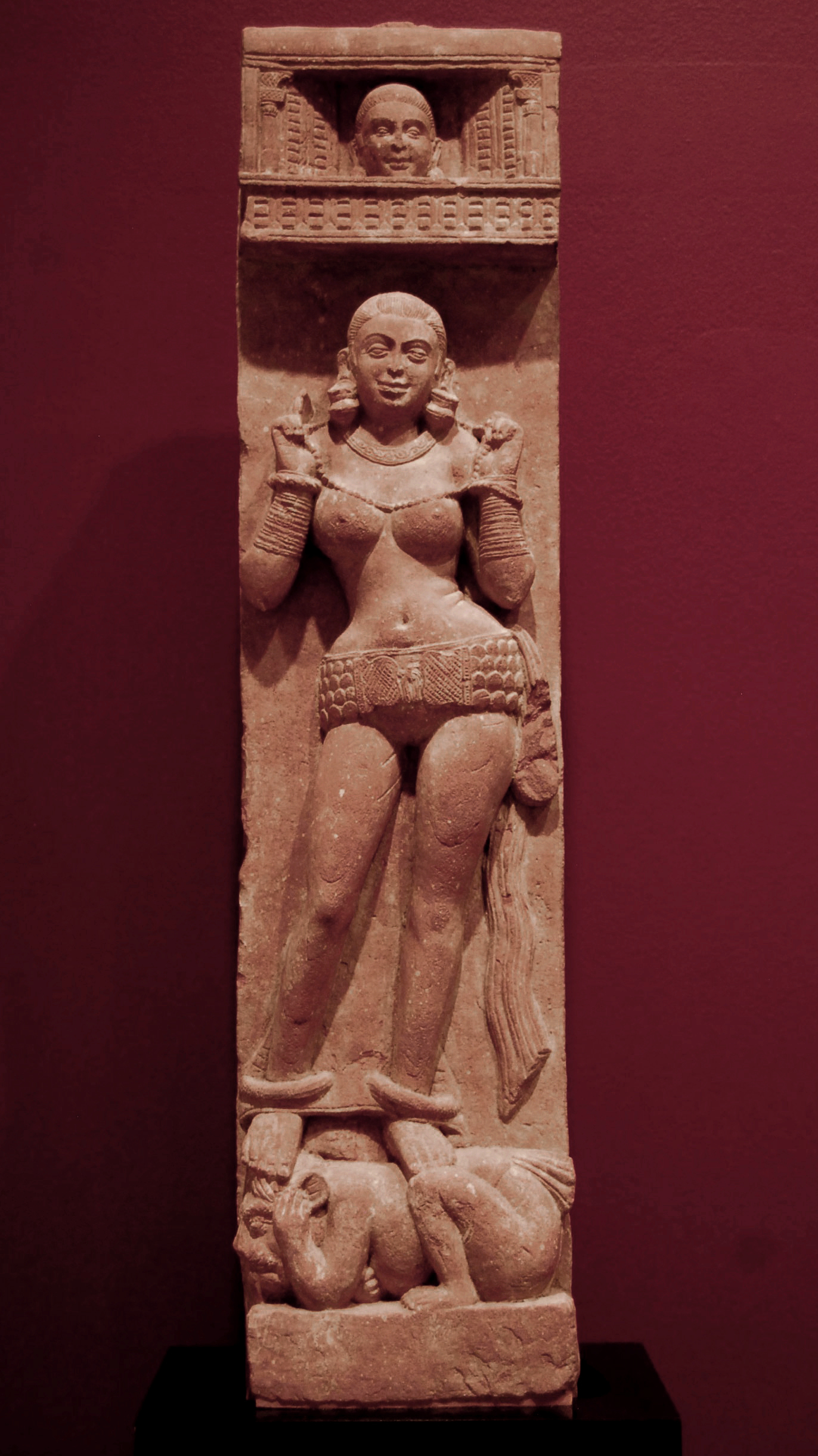
Yakshi portant une jupe transparente et aux chevilles de lourds anneaux, sur un nain accroupi. Montant de balustrade. Dallas Museum of Art
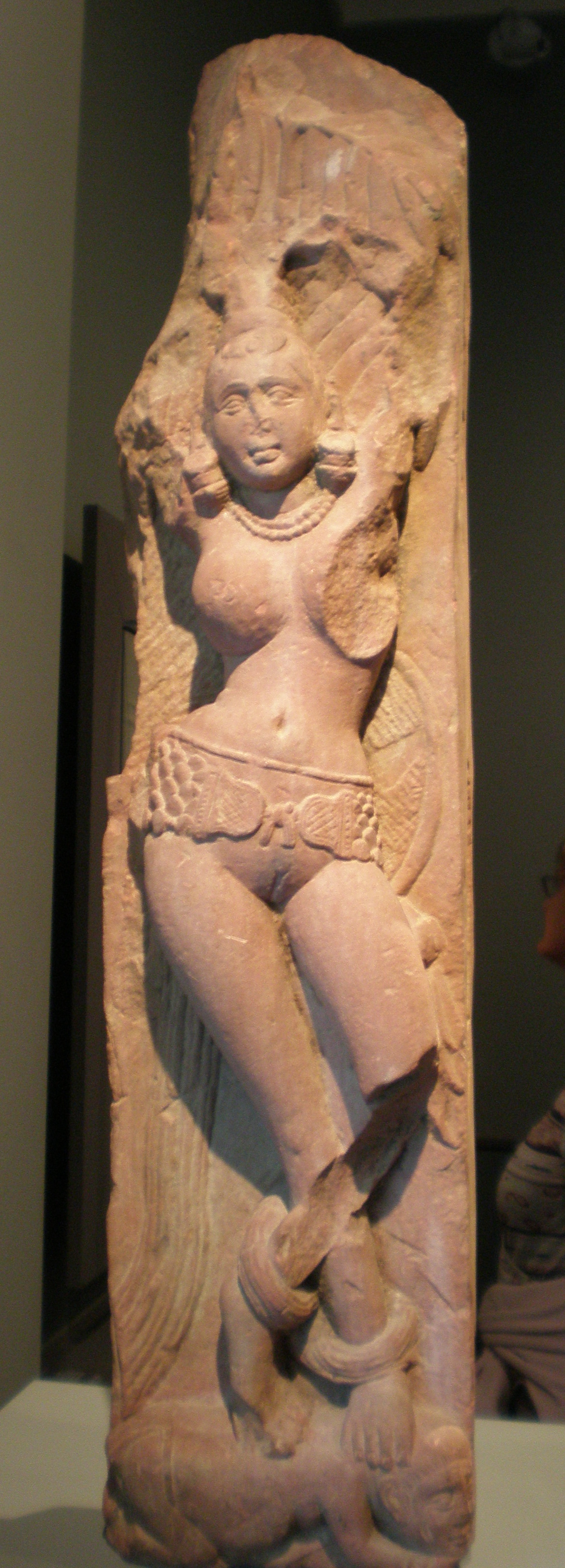
Yakshi portant une jupe transparente et aux chevilles de lourds anneaux, sur un nain accroupi. Montant de balustrade. H. 69 cm. AAM, San Francisco
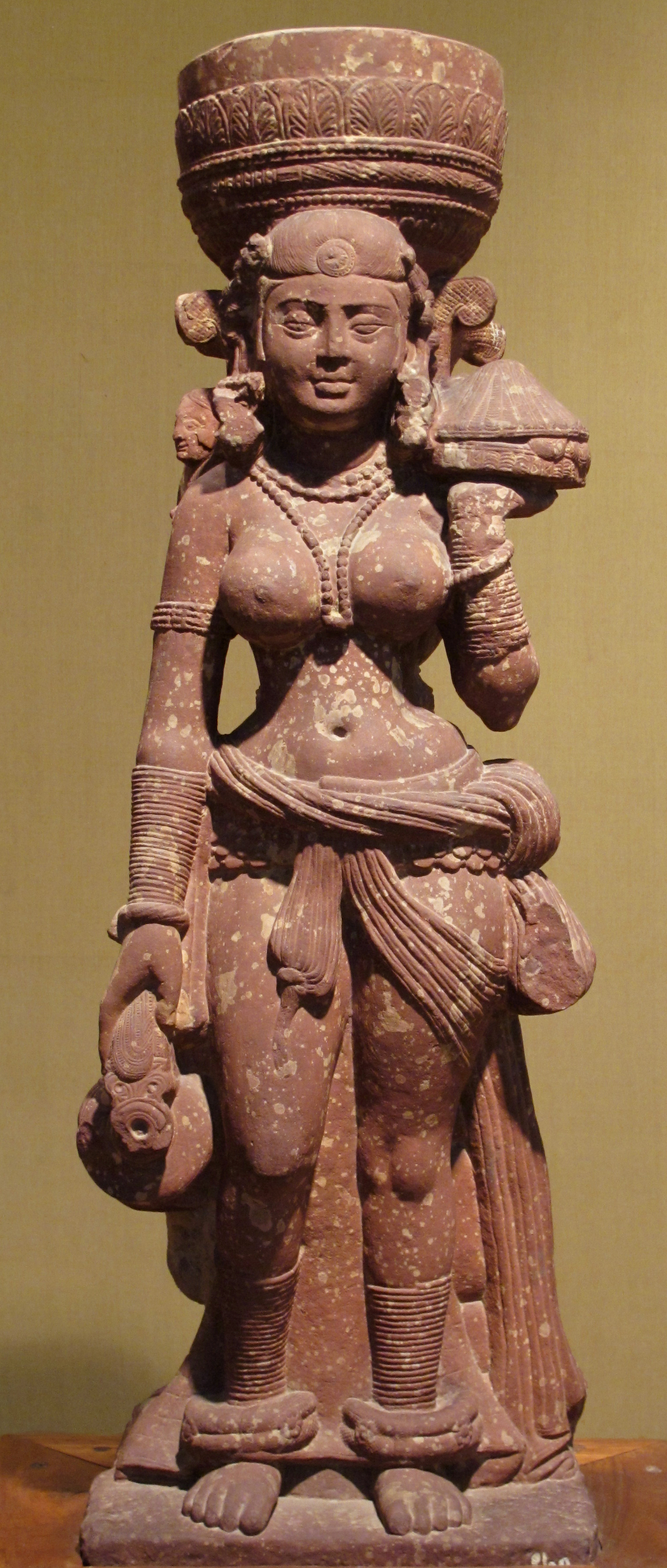
Porteuse d'offrandes. empire kouchan, IIe siècle. Grès rouge provenant de Diyara, Faizabad Région de Mathura. Bharat Kala Bhavan, Varanasi

- Comparaisons iconographiques.

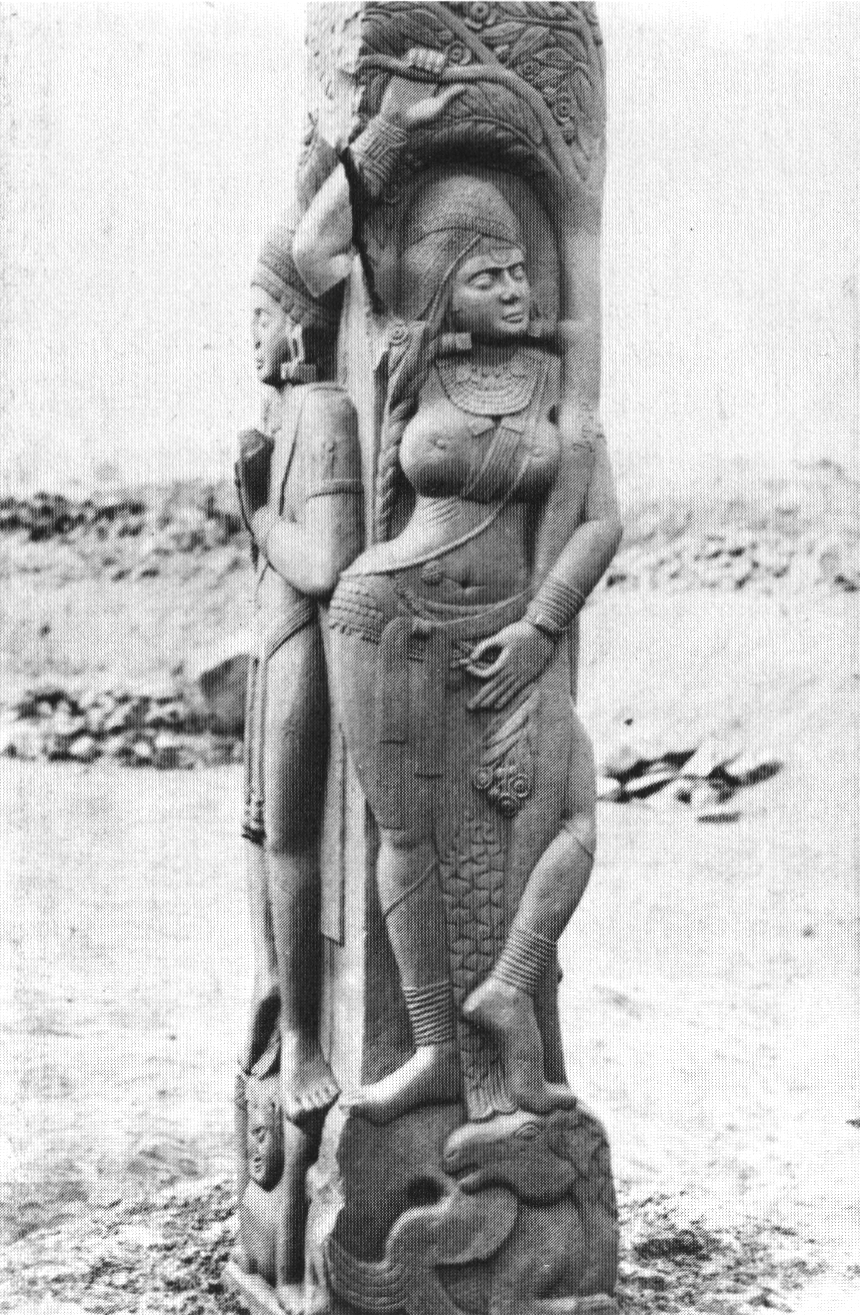
Montant de balustrade[13] (vedikâ), stupa de Bharhut : Yakshinî tenant une branche fleurie. Grès rouge poli, H 214 cm. Shunga. IIe siècle av. J.-C.
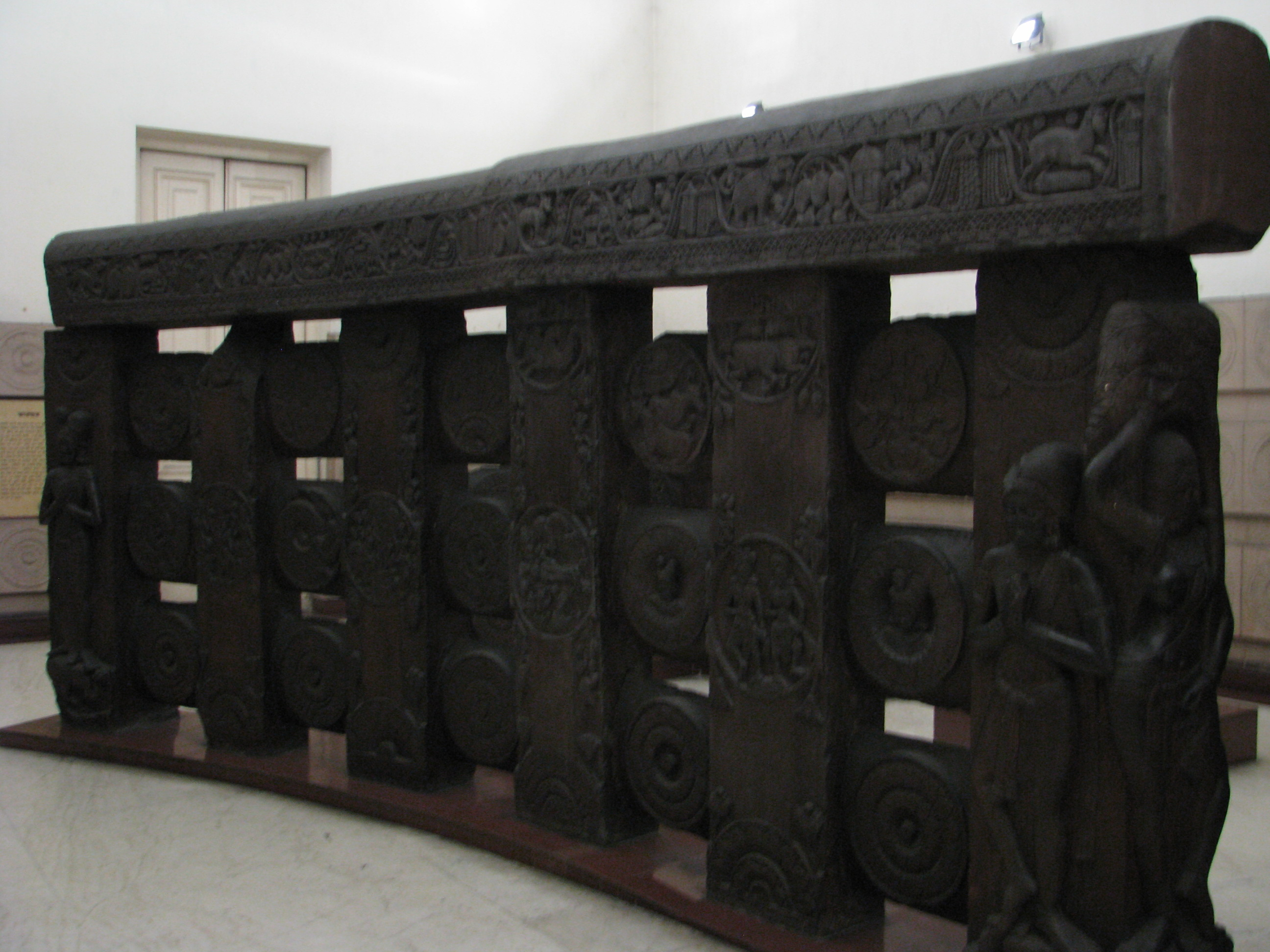
La balustrade de Bharhut reconstituée ou restituée (moulage ?) au musée. Vue partielle. Indian Museum, Calcutta
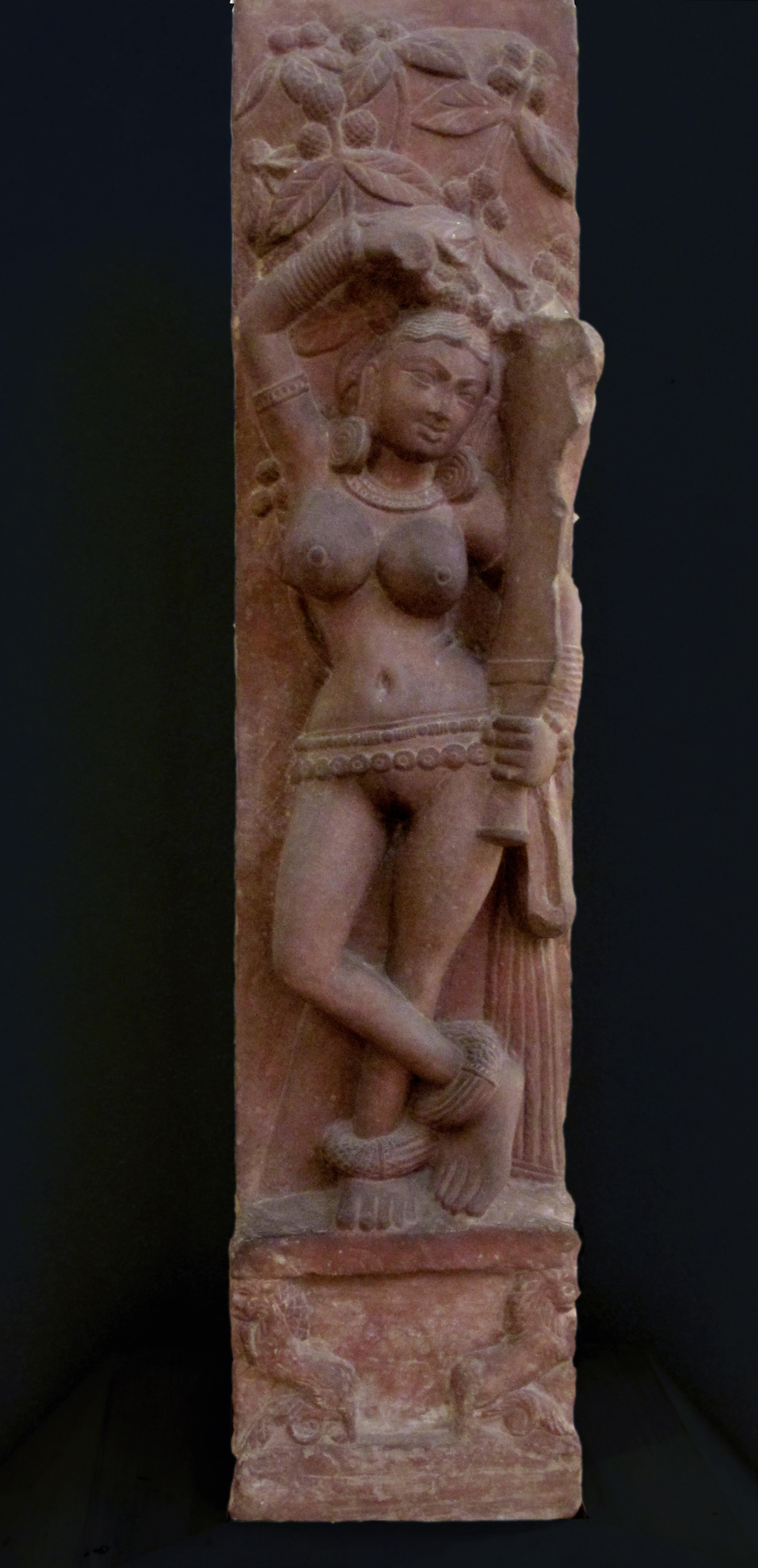
Femme (yakshinî ?) à l'épée. Grès rouge, H. 88 cm. Kushana, IIe siècle. Newal, région de New Delhi. National Museum, New Delhi
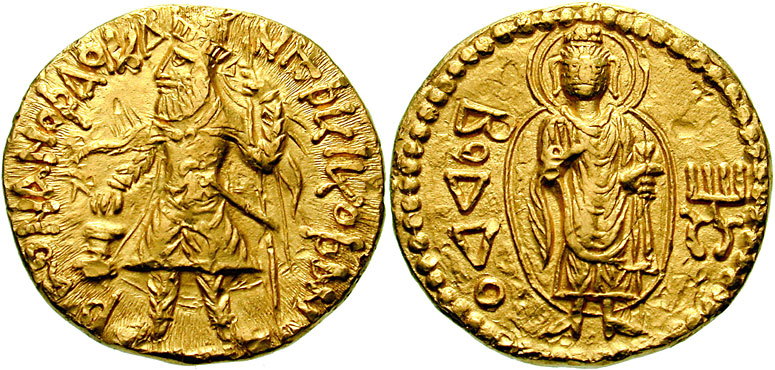
Monnaie d'or de Kanishka à son effigie. Au revers, 1re image-type de Buddha debout : BODDO. Vers 78, d'après un modèle alors renommé, aujourd'hui disparu
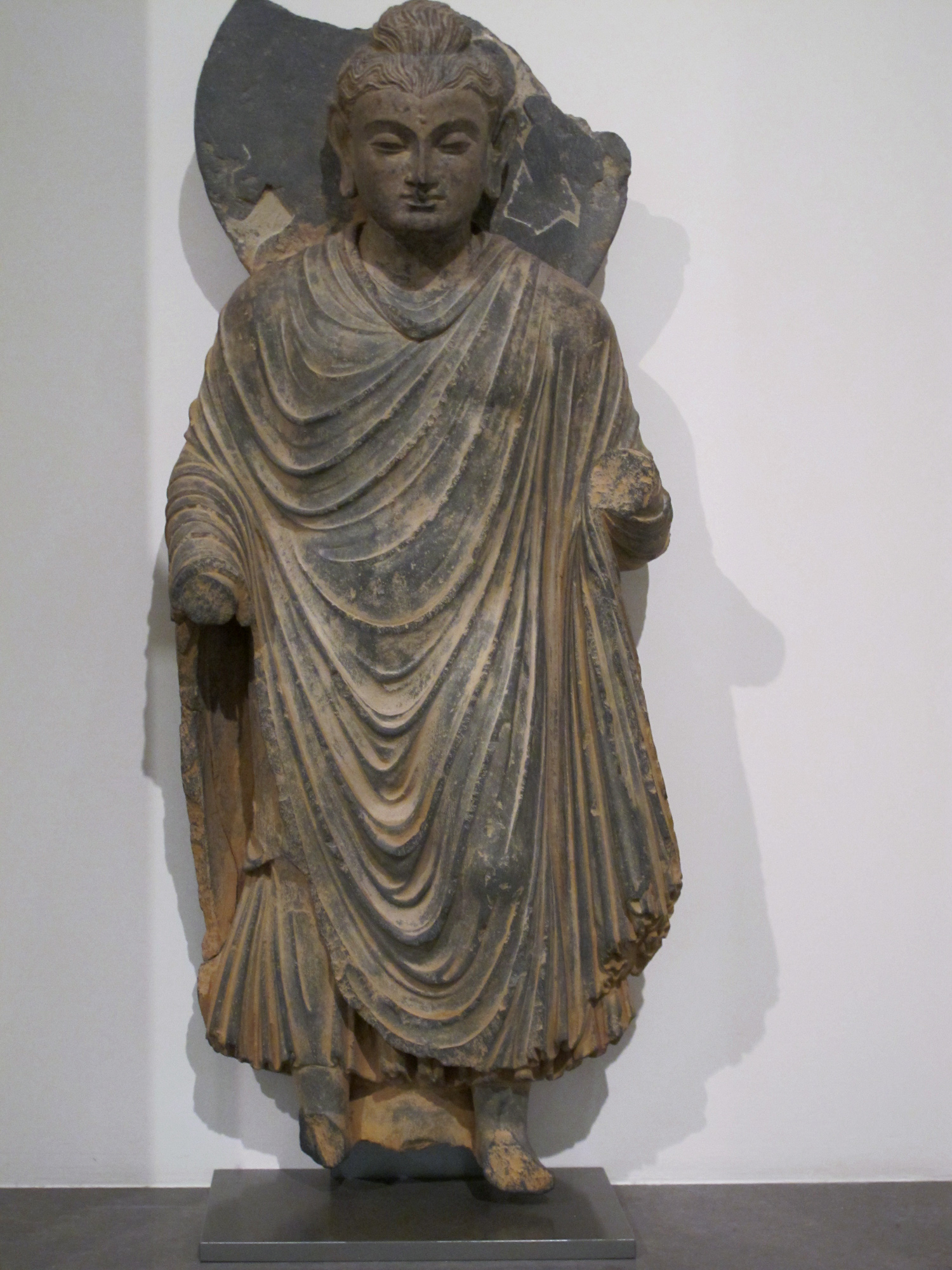
Buddha debout. Gandhara, Ier – IIIe siècle. Schiste. Musée Guimet.
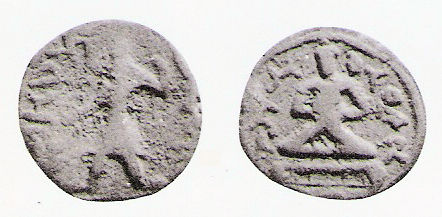
Kanishka. Au revers : Bouddha ou Avalokitesvara assis.

## Mathura à l'époque Gupta

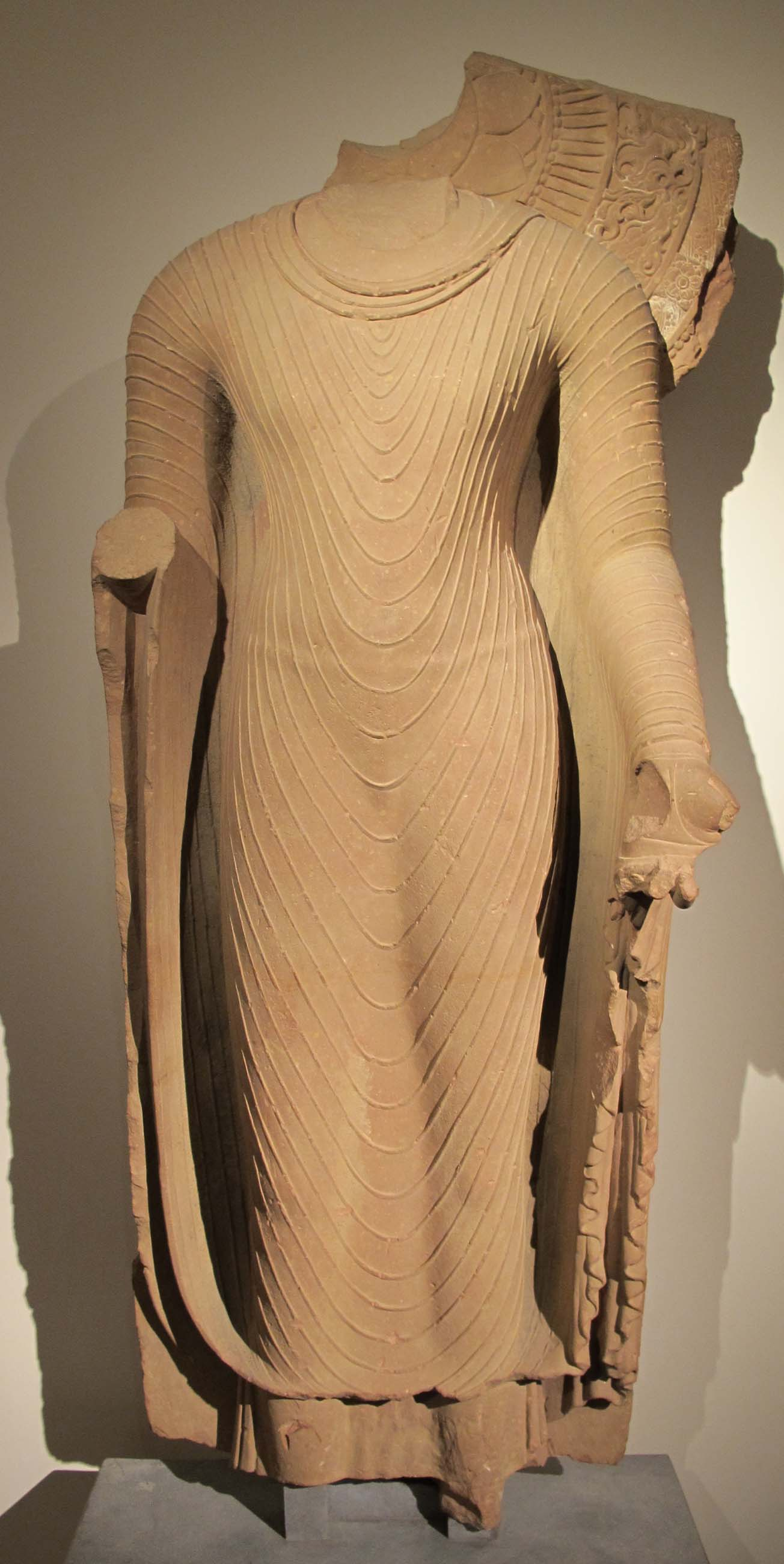
Torse de Buddha. Mathura. Gupta, première moitié ou milieu du Ve siècle. Ronde bosse. Grès beige. H. 142, L. 54 cm. Musée Guimet MA 4864 :
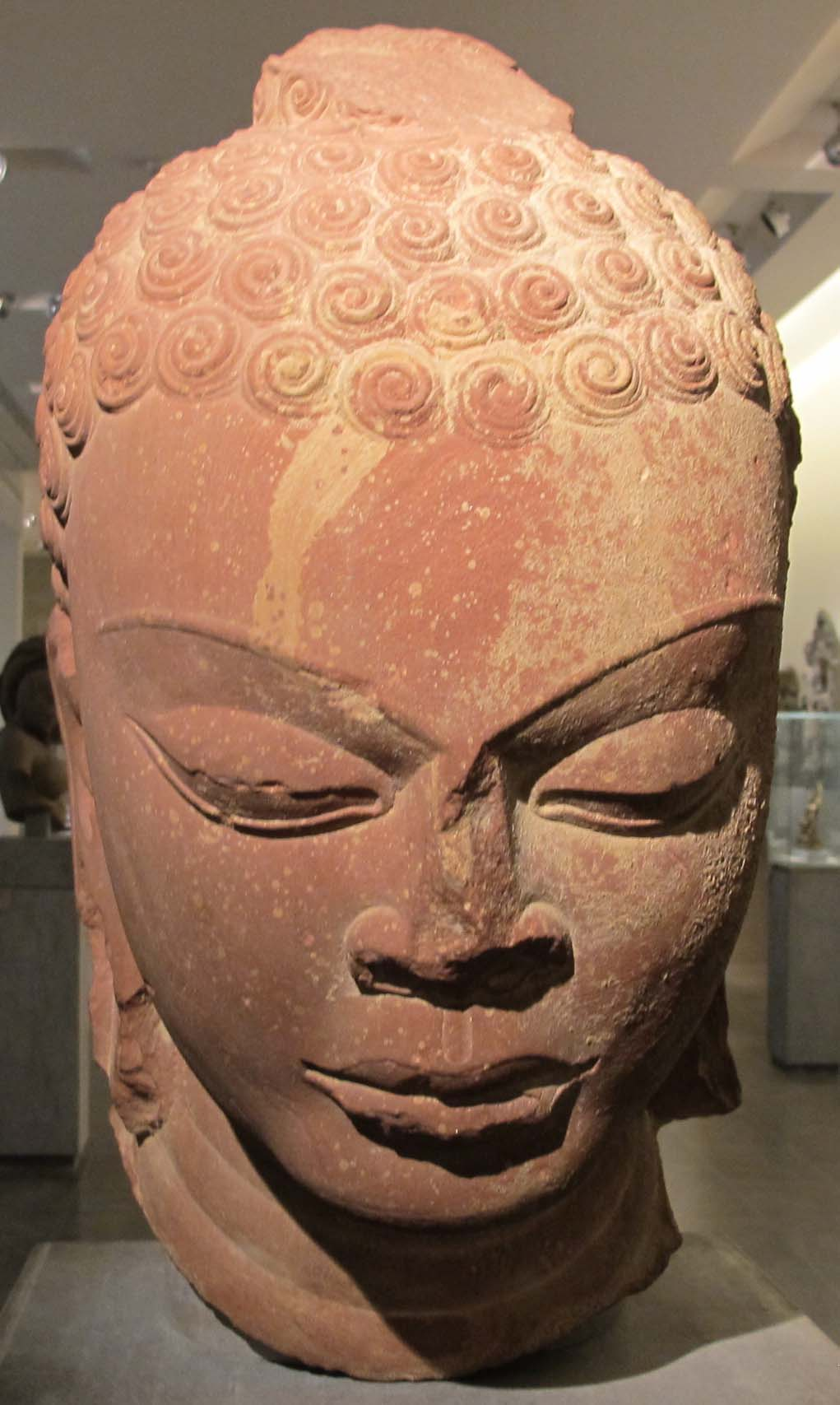
Tête de Buddha. Mathura, époque Gupta, v. 430-435, grès rose, H. 50 cm. Musée Guimet
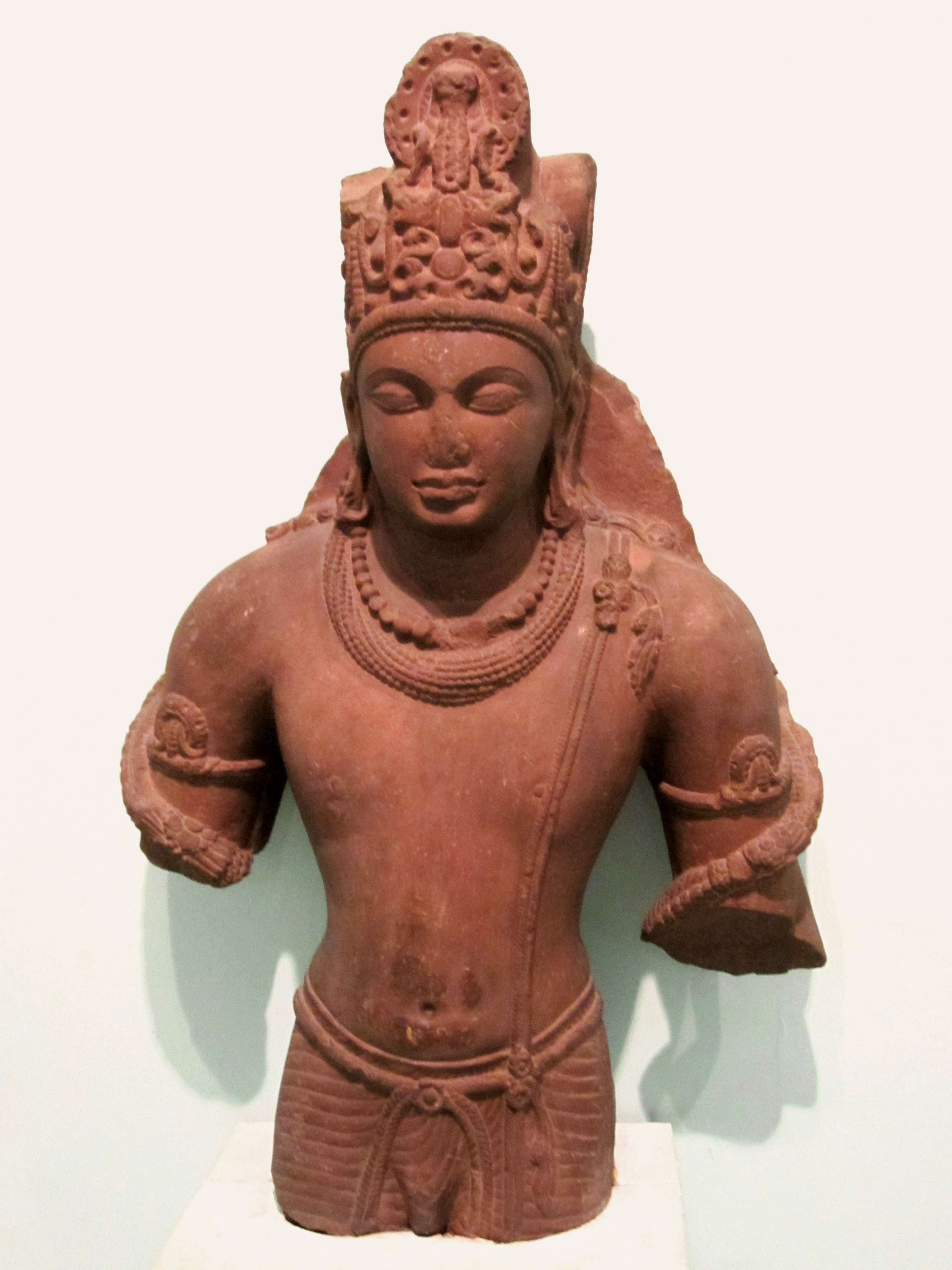
Vishnu. Mathura. Gupta, milieu du Ve siècle. Ronde bosse, grès rouge, 109 × 67 × 22 cm. National Museum, New Delhi[15].

Les sculpteurs de Mathura ont conçu à cette époque, pour le rendu du vêtement monastique, un type de drapé (musée Guimet MA 4864) qui leur est propre : des cannelures en léger relief qui sillonnent le corps sur la surface du tissu, plaqué contre la chair mais masquant le sexe. La régularité des plis génère, à partir du col, un grand effet de symétrie qui est rompu à la périphérie par la ligne ondulée de l'ouverture du vêtement, laquelle est légèrement relevée par le bras droit de Buddha, qui fait en général le geste d'absence de crainte, parfois un autre geste. Mais un sculpteur - le seul qui ait laissé son nom gravé sur trois Buddha, dont deux sont conservés au Musée de Mathura et le troisième, en parinirvana au temple de Kushînagara - a inventé une solution qui lui est propre : les plis se déploient depuis l'épaule gauche en chute oblique, avant de s'infléchir en courbe vers la droite.
Le grand Vishnou, du National Museum de New Delhi, se détachait initialement sur une auréole. Il porte une tiare, des brassards et des colliers. Son cordon brahmanique, noué devant l'épaule gauche descend jusqu'à un vêtement diaphane dont le drapé est indiqué par des incisions parallèles. Il a des yeux en amande, mi-clos, sans pupille. Les trois plis conventionnels sur le cou sont des indices de beauté en Inde, et bien au-delà, jusque dans la Chine des Tang, à cette époque : signe du rayonnement des modèles Gupta dans le monde de l'Asie ancienne.

## Économie
Mathura est le point de départ du pipeline Mathura-Jalandhar.